# IT Baden-Württemberg

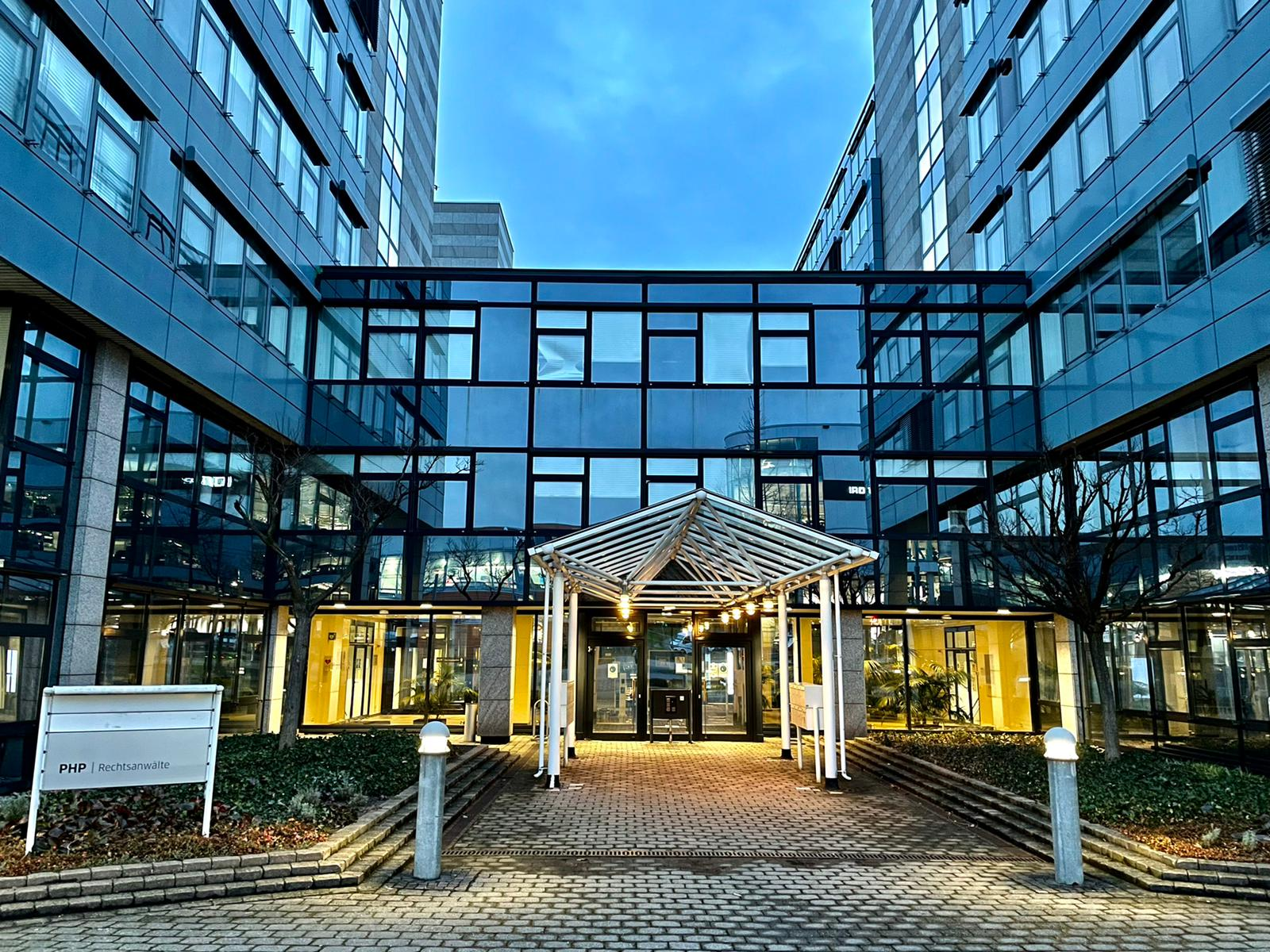
Eingangsbereich

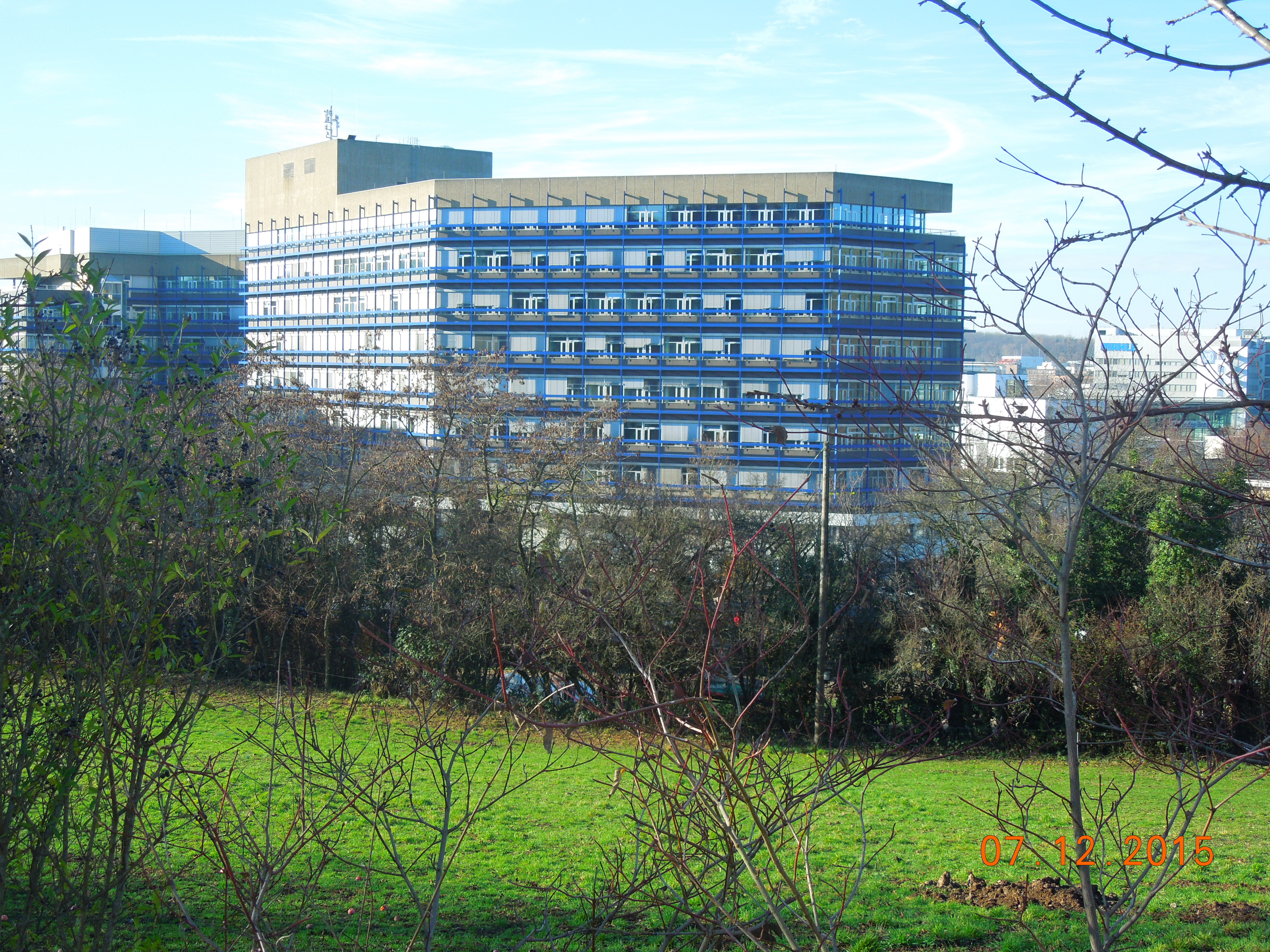
Gebäude

Die Landesoberbehörde IT Baden-Württemberg (abgekürzt BITBW bzw. Kurzbezeichnung: IT Baden-Württemberg) ist seit dem 1. Juli 2015 der zentrale IT-Dienstleister des Landes Baden-Württemberg. Sie wurde als Landesoberbehörde im Geschäftsbereich des Innenministeriums errichtet und wird als Landesbetrieb geführt.
Die BITBW ging aus ihrer Vorgängerorganisation, dem Informatikzentrum Landesverwaltung Baden-Württemberg (IZLBW), hervor, welche gleichzeitig dadurch aufgelöst wurde.
Die BITBW hat ihren Dienstsitz in Stuttgart-Feuerbach. Seit ihrer Gründung  ist Christian Leinert Präsident der BITBW. Er war bereits seit 2009 Direktor des IZLBW.

## BITBW-Gesetz
Die Gründung der BITBW erfolgte auf Grundlage des BITBW-Gesetzes (Gesetz zur Errichtung der Landesoberbehörde IT Baden-Württemberg), in welchem unter anderem geregelt ist, dass die Dienststellen und Einrichtungen der Landesverwaltung verpflichtet sind, die Dienstleistungen der BITBW zu nutzen. Zudem legt das BITBW-Gesetz fest, dass die Aufgaben im informationstechnischen Bereich (u. a. IT-Infrastruktur, IT-Sicherheit, Beschaffung von Hardware, Programmen und Lizenzen) von den einzelnen Ressorts der Landesverwaltung auf die BITBW übergehen. Der Aufgabenübergang war  im Jahre 2020 weitestgehend vollzogen.
Im Koalitionsvertrag der baden-württembergischen Landesregierung von 2021 – 2026 einigten sich die beiden Koalitionsparteien (Grüne und CDU) auf eine Anpassung des BITBW-Gesetzes, um die BITBW als leistungsstarken IT-Dienstleister zu etablieren und die digitale Souveränität des Landes sicherzustellen. Ein  Aspekt, der damit verfolgt werden soll, ist eine weitere Bündelung und Optimierung der IT-Infrastruktur durch die BITBW unter Nachhaltigkeitsgesichtspunkten.

## Aufgaben und Dienstleistungen
Die IT Baden-Württemberg (BITBW) bietet der Landesverwaltung  IT-Services und IT-Dienstleistungen an und übernimmt die Aufgaben der informationstechnischen Grundversorgung für die Landesverwaltung in eigener Zuständigkeit. Die unmittelbare Landesverwaltung unterliegt dabei einem Nutzungszwang.
Die BITBW entwickelt eigene IT-Lösungen und verfolgt eine Standardisierung ihrer Services. Die BITBW ist darüber hinaus eine  Akteurin für die Umsetzung der Digitalisierungsstrategie des Landes Baden-Württemberg.

### Gesetzlich verankerte Aufgabenfelder

#### Bereitstellung, Betrieb und Ausbau der zentralen informationstechnischen Infrastruktur für die Landesverwaltung
Die Bereitstellung der IT-Infrastruktur umfasst zum einen die Konzeption und ressortübergreifende Verwaltung des Landesverwaltungsnetzes (LVN) sowie des Polizeinetzes, die Verwaltung von Netzübergängen in das Internet und zu Kommunalverwaltungen sowie zum Bund-Länder-Kommunen-Verbindungsnetz. Zum anderen umfasst dieses Aufgabenfeld die Bereitstellung und den Ausbau der Infrastruktur für die Kommunikationssysteme der Landesverwaltung, wie  E-Mail, Chat, Festnetz- und Mobiltelefonie sowie Videokonferenztechniken. Die BITBW ist zudem die zentrale Annahmestelle von Störungsmeldungen im IT-Bereich der Landesverwaltung und verantwortlich für die Störungsbeseitigung. Sie koordiniert außerdem die Internet-Adressverwaltung in der Landesverwaltung und stellt Zugänge zu Systemen der EU bereit.

#### Informationssicherheit für die Landesverwaltung
Sie übernimmt die Bereitstellung, den Betrieb und den kontinuierlichen Ausbau zentraler und dezentraler IT-Sicherheitssysteme.
Zu den durch die BITBW betriebenen Sicherheitsinfrastrukturen zählen unter anderem Firewall-Systeme für das Landesverwaltungsnetz sowie für das Polizeinetz. Darüber hinaus ist die BITBW für die Erkennung und Filterung von Spam-E-Mails zuständig.
Ein zentrales Element der Sicherheitsarchitektur war das von der BITBW betriebene CERT, dessen Aufgaben später von der CSBW übernommen wurden. Zudem stellt sie einen sicheren Teilnehmeranschluss an das Verbindungsnetz (VN-TNA) bereit.
Des Weiteren betreibt die BITBW einen Zertifizierungsdienst, mit dem sichere Kommunikation innerhalb der Verwaltung ermöglicht wird.
Trotz einer allgemein gestiegenen Bedrohungslage im Bereich der Cybersicherheit wurden im Jahr 2021 keine gravierenden Sicherheitsvorfälle verzeichnet.
BITBW ist seit Anfang 2024 ISO 27001 zertifiziert.

#### Beschaffung von Geräten, Programmen und Lizenzen
Die Beschaffung von Geräten, Programmen und Lizenzen umfasst die ganzheitliche Beschaffung der zur Wahrnehmung der Aufgaben erforderlichen Komponenten sowie das Lizenzmanagement für die gesamte Landesverwaltung von Baden-Württemberg. Durch das Lizenzmanagement und das Vorantreiben der Zentralisierung in diesem Bereich trägt die BITBW zur IT-Neuordnung des Landes Baden-Württemberg bei. Das Lizenzmanagement der BITBW wurde von Mitte 2020 bis Anfang 2021 vom Rechnungshof überprüft: Strukturell und Organisatorisch sei die BITBW entsprechend aufgebaut, um die Aufgaben im Bereich des Lizenzmanagements nach dem BITBW-Gesetz zu übernehmen.

### Digitalisierungsstrategie des Landes Baden-Württemberg
Laut einer Stellungnahme des Innenministeriums von Baden-Württemberg ist die BITBW zwecks der oben benannten Grundaufgaben eine wichtige Akteurin für die Umsetzung der Digitalisierungsstrategie des Landes. Die BITBW wurde als zentrale Serviceeinrichtung geschaffen, hat die verstreute IT-Landschaft im Land unter einem Dach zusammengeführt und begleitet die Digitalisierungsstrategie EDV-technisch. Themen der Digitalisierungsstrategie sind u. a. die elektronische Akte, die „Online-Verhandlungsführung“ an Gerichten, E-Government und das mobile Arbeiten in der Landesverwaltung.
Die BITBW entwickelt hierfür u. a. eigene IT-Lösungen und verfolgt eine Standardisierung ihrer Services. Welche Services die Landeseinrichtungen bei der BITBW beziehen können, ergibt sich aus einem IT-Servicekatalog, welcher regelmäßig evaluiert und auf die Bedarfe der Landeseinrichtungen angepasst wird.
Da zu den Aufgaben der BITBW auch die Schaffung der zentralen Netzwerk-, Server- und Speicher-Infrastruktur zählt, betreibt die BITBW ein Rechenzentrum. Sie muss hierbei sicherstellen, dass Störungen oder Ausfälle einzelner Komponenten keine negativen Auswirkungen auf den Service haben. Laut Innenministerium können z. B. kurzzeitige Stromausfälle über eine batteriegepufferte Stromversorgung abgefangen, längere Ausfälle mit Dieselgeneratoren überbrückt werden.
Beispiele für, von der BITBW angebotene Leistungen, sind u. a. Produkte für die mobile Zusammenarbeit, Massenspeicher, die Suchmaschine find.BWL (eine zentrale Suchmaschine im Landesverwaltungsnetz), Bromium Isolation (HP Sure Click Enterprise) zur Verbesserung der IT-Sicherheit sowie der Betrieb ganzer Serverlandschaften durch die BITBW.

### Standardarbeitsplatz und E-Akte BW
Um ihre Aufgaben für die zuvor sehr heterogene IT-Landschaft der  Landesverwaltung von Baden-Württemberg erfüllen zu können, war das erstrangige Ziel der BITBW zunächst den Arbeitsplatz für die Bürokommunikation zu standardisieren. Hierbei handelt es sich um einen einheitlichen Standardarbeitsplatz mit einheitlicher Hardware und Software, der von der BITBW konzipiert wurde. Der Standardarbeitsplatz wurde auf Basis von Windows 10 entwickelt. Die letzten Migrationen auf den Standardarbeitsplatz wurden im Mai 2023 abgeschlossen. Damit betreut die BITBW  über 53.000 Arbeitsplätze (nicht mitgerechnet sind die Arbeitsplätze der Polizei).
Das Projekt  um die elektronische Akte (E-Akte BW) ist  abgeschlossen. Die letzte Behörde in Baden-Württemberg ging im Juli 2024 produktiv, sodass in den Behörden der Landesverwaltung von Baden-Württemberg nun flächendeckend mit der elektronischen Akte gearbeitet werden kann. Die E-Akte BW hat Schnittstellen an bundesweit umliegende IT-Systeme. Hinsichtlich der Software der E-Akte BW werden aktuell unter anderem die Potenziale von Künstlicher Intelligenz (KI) diskutiert.

### Onlinezugangsgesetz
Des Weiteren ist die BITBW an der Umsetzung des Onlinezugangsgesetzes beteiligt. Das Onlinezugangsgesetz (OZG) verpflichtet Bund, Länder und Kommunen, sämtliche Verwaltungsdienstleistungen bis Ende 2022 online über Verwaltungsportale anzubieten. Hierzu entwickelten Land, Kommunen, BITBW und die IT-Dienstleisterin für die Kommunen (Komm.ONE) die  Doppelstrategie zur Umsetzung des Onlinezugangsgesetzes. Ziel ist die Digitalisierung komplexer Verwaltungsdienstleistungen mithilfe von standardisierten Prozessen, die zentral auf der Plattform „service-bw“ bereitgestellt werden. Über die Plattform service-bw hat dann  jeder Bürger Zugriff auf Dienstleistungen wie  die Beantragung des Familienpasses oder die Genehmigung von Baumfällarbeiten. Anfang 2021 hatten sich  500.000  Bürger ein Konto auf service-bw angelegt.

## Kunden
In erster Linie bietet die BITBW ihre Leistungen den Dienststellen und Einrichtungen der Landesverwaltung von Baden-Württemberg an. Hierbei wird unterschieden zwischen Hauptkunden (diese sind gesetzlich verpflichtet, die Dienstleistungen der BITBW zu nutzen) und sonstigen Kunden (Landeseinrichtungen, die nicht der Nutzungsverpflichtung unterliegen). Aufträge von sonstigen Kunden darf die BITBW  nur annehmen, wenn hierdurch die Erbringung der Dienstleistungen für die Hauptkunden nicht beeinträchtigt wird.
Die BITBW kann im Einzelfall auch Leistungen für andere Auftraggeber als die des Landes, von sogenannten Drittkunden, erbringen. Hierfür ist jedoch die Zustimmung des Verwaltungsrates nötig. Auch diese Leistungen dürfen nur erbracht werden, wenn die Leistungen für die Haupt- sowie für die sonstigen Kunden hierdurch nicht beeinträchtigt werden. Beispiele für Drittkunden der BITBW sind: Rechtsfähige Körperschaften, Anstalten und Stiftungen des öffentlichen Rechts, Kommunen oder juristische Personen des privaten Rechts mit Beteiligung der öffentlichen Hand.

## Organisation und Aufbau
Die BITBW wurde im Geschäftsbereich des Innenministeriums von Baden-Württemberg errichtet und ist diesem unterstellt. Das Innenministerium führt deshalb auch die Dienst- und Fachaufsicht der BITBW. Es gibt zudem einen Verwaltungsrat, der unter anderem die Einhaltung der Grundsätze der Wirtschaftlichkeit der BITBW überwacht. Hierzu besitzt der Verwaltungsrat ein Informationsrecht zu allen wichtigen Fragen der Betriebsführung. Der Verwaltungsrat besteht aus dem Beauftragten der Landesregierung für Informationstechnologie („Chief Information Officer“, aktuell Stefan Krebs) und je einem Vertretenden der Ministerien sowie des Rechnungshofs.
Geleitet wird die BITBW von einer Präsidentin oder einem Präsidenten (aktuell Christian Leinert), die oder der die Geschäfte der BITBW eigenverantwortlich führt. Die Leitung der BITBW geschieht stets nach Maßgabe der Rechts- und Verwaltungsvorschriften und in Übereinstimmung der Beschlüsse des Verwaltungsrates.
Die BITBW ist intern in folgende fünf Abteilungen gegliedert:
1. Verwaltung (hierzu gehören neben dem Bereich „Organisation“ vor allem auch die Bereiche Personal, Recht, Haushalt und Finanzen).
2. Kunden- und Servicemanagement (wichtige Bereiche dieser Abteilung sind neben dem Kundenmanagement auch die Service Strategie, das Servicemanagement sowie das Projekt- und Ressourcenmanagement).
3. Infrastrukturdienste (unter anderem Rechenzentrum, Server und Speicher, Open Source Systeme).
4. Basisdienste (alles rund um die Bürokommunikation und die Kommunikationsdienste, sprich Landesverwaltungsnetz, Providermanagement usw.).
5. Anwendungen, Verfahrensbetrieb (hierzu gehören Aspekte wie die E-Akte BW, Webportale, Webapplikationen aber auch das SAP Competence Center).

Themen wie die  Informations- und Cybersicherheit sind als Stab direkt beim Präsidenten der BITBW angesiedelt.

## Entwicklung
Die BITBW wird nach betriebswirtschaftlichen Grundsätzen geführt. Die Umsatzerlöse aus kundenfinanzierten Dienstleistungen der BITBW stiegen seit ihrer Gründung:

### Umsätze in TSD EUR
- 2015: 63.194[36]
- 2016: 76.007[36]
- 2017: 105.739[36]
- 2018: 134.591[36]
- 2019: 170.944[36]
- 2020: 216.246[36]
- 2021: 244.800[36]
- 2022: 257.728[36]
- 2023: 281.000[36]

### Transformation der BITBW
Drei Jahre nach Gründung der BITBW wurde vom Innenministerium von Baden-Württemberg, dem die BITBW unterstellt ist, eine Evaluierung der BITBW angekündigt. Der Evaluierungsprozess und die durchgeführte Reifegradanalyse mündeten im Transformationsprozess der BITBW. Im Fokus der Transformation stehen die Kunden und die Mitarbeitenden der BITBW sowie die Steigerung der Zufriedenheit dieser. Unter anderem werden grundlegende Strukturen, Prozesse, aber auch Arbeitsweisen und die Unternehmenskultur verändert und weiter verbessert. Weiter verbessert werden auch die IT-Sicherheit im Allgemeinen sowie die IT-Architektur und die Cloud-Strategie. Mit der Transformation gehen zahlreiche – teilweise grundlegende – Veränderungen für die Mitarbeiten der BITBW einher. Begleitet wird die Transformation daher  von dem Handlungsfeld „Kommunikation und Change“. Hierbei soll eine transparente Kommunikation die Akzeptanz der Veränderungen im Rahmen der Transformation steigern und Unsicherheiten reduzieren. In diesem Rahmen sind  Pilotprojekte zur Verbesserung der Unternehmenskultur der BITBW entstanden.
Im Hinblick auf die strategische Entwicklung soll sich die BITBW in Zukunft stärker auf die Kernkompetenzen konzentrieren. Dies soll sicherstellen, dass die BITBW bei neuen Anforderungen lieferfähig bleibt und das zu erwartende Wachstum abdecken kann. Die BITBW soll so weiterhin einen  Beitrag zur digitalen Transformation des öffentlichen Sektors leisten.

## Personal
Die BITBW ist seit ihrer Gründung stark gewachsen: Während die BITBW in ihrem Gründungsjahr 2015 weniger als 300 Mitarbeitende beschäftigte, waren es Ende des Jahres 2023 bereits über 720 interne Mitarbeitende.
Im Rahmen des Wandels der Unternehmenskultur wurden  im Jahre 2022 konkrete strategische Ziele festgelegt, die  im Rahmen einer Personalstrategie kontinuierlich umgesetzt werden sollen. So wurden  die Arbeitszeitmodelle modernisiert und flexibilisiert. Im Zuge der Etablierung neuer Arbeitsmodelle wurde unter anderem per Dienstvereinbarung geregelt, dass Beschäftigte, deren Tätigkeiten es erlauben, generell in einem Umfang von 80 % mobil arbeiten dürfen, nach begründetem Antrag auch darüber hinaus. Über die Lage und Verteilung des mobilen Arbeitens können die Beschäftigten frei entscheiden. Außerdem besteht generell die Möglichkeit der Workation. Ziel solcher personalpolitischen Maßnahmen ist die Steigerung der Attraktivität der BITBW als Arbeitgeberin.
Im März 2021 wurde die BITBW mit dem Zertifikat „audit berufundfamile“ ausgezeichnet. Das Zertifikat erhalten Arbeitgeber, die eine familien- und lebensphasenbewusste Personalpolitik aufweisen. Hierbei wird vor allem die strategische Verankerung der Vereinbarkeit von Beruf, Familie und Privatleben betrachtet. Das Zertifikat belegt, dass der ausgezeichnete Arbeitgeber das Auditierungsverfahren „berufundfamilie“ durchlaufen hat sowie strategische Prozesse aufweist, die die Vereinbarkeit von Beruf, Familie und Privatleben kontinuierlich weiterentwickeln.

## Die BITBW während der Corona-Krise
Die Mitarbeitenden der Landesverwaltung wurden zu großen Teilen auch bereits vor der Pandemie mit Notebooks ausgestattet und konnten sich über Fernzugänge (virtuelles privates Kommunikationsnetz, kurz VPN) von zuhause aus einwählen. Die Corona-Pandemie führte jedoch dazu, dass sich innerhalb kurzer Zeit die Zahl der Mitarbeitenden aus dem Homeoffice verdreifachte, was zu einer deutlichen Mehrbelastung der Infrastruktur für das mobile Arbeiten führte. Hierfür schuf die BITBW die entsprechenden Voraussetzungen bzgl. der Infrastruktur. Durch das mobile Arbeiten stieg auch die Zahl der Videokonferenzen innerhalb der Landesverwaltung sprunghaft an. So wurden vor der Pandemie knapp 200 Sitzungen per Skype for business durchgeführt. Aufgrund der Pandemie stieg die Zahl der pro Tag durchgeführten Skype-Konferenzen um 650 Prozent auf über 1.500 Konferenzen. Bereits vor der Pandemie stellte die BITBW die Infrastruktur für die Videokonferenzen bereit und erweiterte diese im Zuge der Pandemie.
Zusätzlich erhielt die BITBW Ende November 2020 den Auftrag, die 10 Landesimpfzentren sowie die 50 kommunalen Impfzentren IT-technisch auszustatten. Die Landesimpfzentren mussten bis 27. Dezember 2020, die kommunalen Impfzentren bis 15. Januar 2021 errichtet werden. Hierfür stellte die BITBW ein Projektteam zusammen und unterstützte das Sozialministerium, sämtliche Maßnahmen für die Errichtung der Impfzentren zu ergreifen. Unter anderem bereitete die BITBW zusammen mit dem Technischen Hilfswerk (THW) die vorhandenen Räume technisch für den Betrieb als Impfzentrum vor, übernahm die Beschaffung geeigneter Hardware teils per Notvergabeverfahren und errichtete die entsprechende Infrastruktur im Backend. Zusätzlich stellte die BITBW die BSI-konforme Absicherung sicher, um hohen Datenschutz zu garantieren.

## Kritik
Der baden-württembergische Landesdatenschutzbeauftragte Stefan Brink forderte Microsoft im März 2018 auf, mit Blick auf bekannt gewordene Sicherheitslücken von Windows 10 nachzubessern, und äußerte datenschutzrechtliche Bedenken. In diesem Zusammenhang wird kritisiert, dass die BITBW als IT-Dienstleisterin für die Landesverwaltung in Baden-Württemberg, ungeachtet der offenen Sicherheitsfragen, die öffentliche Verwaltung (inklusive der Landesdatenschutzbehörde) bereits mit Windows 10 ausstatten ließ.
Im ersten Quartal 2018 kritisierte die baden-württembergische Kultusministerin Susanne Eisenmann (CDU) im Zusammenhang mit einem verpatzten Starttermin der digitalen Bildungsplattform „Ella“ die Informationspolitik der für die technische Planung von Ella verantwortlichen Landesoberbehörde IT Baden-Württemberg (BITBW) und des IT-Dienstleisters Kommunale Datenverarbeitung Baden-Franken (KIVBF). In der Folge wurden vermehrt Zweifel am Projekt geäußert und die 24 Millionen Euro teure Bildungsplattform wurde teilweise als steinzeitlich kritisiert.
Aufgrund der anhaltenden Verzögerungen mit der digitalen Bildungsplattform des Landes wurde ein externer Sachverständiger damit beauftragt, die technische Umsetzbarkeit der Funktionen, die das Ministerium von „Ella“ erwartet, grundsätzlich zu prüfen. Zudem ergaben sich offene Fragen zur Sicherheit, zur Anwenderfreundlichkeit und zu Datenschutzbestimmungen.
Der Gutachter des Beratungsunternehmens „DST it-services“ bescheinigte dem Vorhaben, das als digitales Leuchtturmprojekt der Landesregierung für Schulen gedacht war, zwar erhebliche Mängel, kommt aber nicht zu dem Schluss, dass die Bildungsplattform technisch nicht umsetzbar sei. Die Kultusministerin zeigte sich über die Ergebnisse des Gutachters „entsetzt“. Die grundsätzliche Projektierung und Zukunft des IT-Vorhabens wurden kontrovers in der Landespolitik diskutiert. Schließlich hob das Land seine Entwicklungsverträge komplett auf und kündigte einen Neustart für das Projekt an.  Es wird vermutet, dass die „Panne“ der nicht realisierbaren Bildungsplattform „Ella“ letztlich einen zweistelligen Millionenschaden verursachen könnte.
Der Projektfortschritt wurde wiederholt Gegenstand der Debatte im Bildungsausschuss des Landtags. Dabei wurde kritisiert, dass für das Millionen-Projekt „Ella“ kein Vertrag zwischen dem Land als Auftraggeber und den Herstellern besteht, sondern nur ein „letter of intent“, eine Art Absichtserklärung.
Der Rechnungshof des Landes Baden-Württemberg untersuchte im Oktober 2018 im Auftrag des Landtags den „Grad der Digitalisierung in der Straßenbauverwaltung“. Dabei stellten die unabhängigen Prüfer aus Karlsruhe einige Probleme fest. So orientiere sich die derzeitige Hardware an den Anforderungen eines „Standardarbeitsplatzes“ für Verwaltungsaufgaben und nicht an den speziellen Erfordernissen der Bauverwaltung. Deshalb fehle es etwa an leistungsstarken Rechnern für große Datenmengen sowie an Scannern, Druckern und Kopierern, die für die Arbeit mit großformatigen Planunterlagen geeignet sind. Auch die Kommunikation sei erschwert, denn es mangele an stabilen Netzwerkverbindungen, ausreichenden Leitungskapazitäten und schnellen Internetverbindungen.
Zuletzt wurde in Bezug auf die BITBW eine „Überforderung mit der Vielzahl an Aufgabenstellungen“ unterstellt. Dem CIO des Landes Baden-Württemberg, Stefan Krebs, wurde in der Folge Untätigkeit in seiner Aufsichtsfunktion vorgeworfen. Die zunehmende Kritik an der BITBW und den von dort aus verantworteten IT-Projekten griff schließlich auch Innen- und Digitalisierungsminister Thomas Strobl auf und kündigte eine umfassende Evaluation der BITBW an.
Dennoch riss die Kritik an der Leistungsfähigkeit und an den vielfältigen Aufgabenstellungen der BITBW nicht ab. So befürchten die im Oktober 2018 die Museen des Landes Zusatzkosten in Millionenhöhe, wenn sie ihre Informations- und Kommunikationstechnik an die BITBW übertragen. Die Landesmuseen profitieren bisher vom preiswerten Landeshochschulnetz BelWü, das alle wissenschaftlichen Einrichtungen in Baden-Württemberg mit schnellen Datenleitungen verbindet. Stefan Krebs räumte ein, dass BelWü für die Nutzer kostengünstiger sei. Die Mehrkosten sind durch eine erhöhte Sicherheit und Zuverlässigkeit begründet.